# 山本土佐掾
山本 土佐掾（やまもと とさのじょう、生年不詳 - 1700年（元禄13年））は、江戸時代前期に活躍した浄瑠璃太夫である。名は次左衛門（推定）。前名は角太夫。角太夫節を創始した事で知られている。

## 経歴・人物
京都の生まれ。幼年期より虎屋源太夫から古浄瑠璃を学び、「下一若狭掾藤原吉次」という通称をもらう。延宝の頃、大坂（現在の大阪市）に活動の場を移す。当時同じ京都で活躍していた後の宇治加賀掾と共に一座を興した。これによって、相模掾を受領し、藤原吉勝という通称をもらう。しかしその後、京都所司代を務め始めた土屋政直（相模守）と名が重複したため、土佐掾の受領となり、同時に通称も藤原孝勝と改名された。
後に伊藤出羽掾及び初代岡本文弥の門人となり、師匠の特徴のある曲風を発展させた説経節系の哀愁のある曲風を生み出し、からくり人形を取り入れた作品を多く上演した。この曲風は後に「角太夫節」と呼ばれた。また、この頃に土佐掾とは対照的な曲風を生み出した嘉太夫節を創始した加賀掾と並び、京都における浄瑠璃の大成者となり、一躍名を馳せた。

## 主な弟子
- 松本治太夫
- 都一中（都太夫）- 一中節の祖。

## 主な作品
- 『酒顛童子』- 1676年（延宝4年）刊行。正本。
- 『しのだ妻』

## 演じた作品
- 『石山開帳』
- 『大しよくはん』
- 『天王寺彼岸中日』

等。